# 奧斯卡·貝爾納多特
奥斯卡·卡尔·奥古斯特·貝爾納多特（Oscar Carl August Bernadotte，1859年11月15日—1953年10月4日），是瑞典国王奥斯卡二世和索菲亞的第二子，获封哥特兰蒂亚公爵，1888年3月15日和艾芭·亨利塔结婚后丧失王位继承权，降为威斯堡伯爵。
瑞典红十字会副总裁，负责调停第一次以阿战争的福克·伯纳多特是他的小儿子。

## 纹章
| 身为瑞典和挪威王子，哥特兰公爵纹章 | 身为威斯堡伯爵的纹章（1892年） |